# Seleção natural
Seleção natural (AO 1945: Selecção natural) é o processo proposto por Charles Darwin e Alfred Wallace, os dois responsáveis pela teoria da evolução por seleção natural. A alta fecundidade e a recorrente competição pela sobrevivência em cada espécie geram o pressuposto para esse processo. Outros mecanismos de evolução das espécies incluem a deriva genética, o fluxo gênico, as mutações e o isolamento geográfico.
O conceito básico de seleção natural é que características favoráveis que são hereditárias tornam-se mais comuns em gerações sucessivas de uma população de organismos que se reproduzem, e que características desfavoráveis que são hereditárias tornam-se menos comuns. A seleção natural age no fenótipo, ou nas características observáveis de um organismo, de tal forma que indivíduos com fenótipos favoráveis têm mais chances de sobreviver e se reproduzir do que aqueles com fenótipos menos favoráveis. Gradativamente, desenvolveu-se a ideia de diversidade de espécies, decorrente da especiação. Em uma população, indivíduos de uma espécie apresentam variações (variações intraespecíficas). As variações podem ou não serem úteis à sobrevivência e à reprodução dos indivíduos. Em outras palavras, as variações são vantajosas ou desvantajosas a depender das condições ambientais ou nicho ecológico. Os indivíduos que possuem variações favoráveis ou vantajosas, nas condições ambientais específicas, levam vantagem na competição com outros indivíduos que não possuem variações úteis à sobrevivência no ambiente específico. Os indivíduos que possuem as variações vantajosas sobrevivem mais e se reproduzem mais, e assim prevalecem em quantidade dentro da população, portando as variações vantajosas. Ao longo do tempo geológico, os indivíduos com as variações vantajosas são diferentes da população original, isto é, formam agora uma população de uma nova espécie, uma espécie diferente. Então, podemos dizer que as variações intraespecíficas levaram à produção de variações interespecíficas.
Entretanto, é importante salientar que não depende apenas do animal, mas também do local onde ele vive. Características vantajosas em um ambiente podem ser prejudiciais em outro. Então, com isso, concluímos que a seleção natural não favorece necessariamente o indivíduo mais forte, mas sim o que está mais bem adaptado ao ambiente em que vive. 
Dito de outro modo, os fenótipos apresentam uma base genética, então o genótipo associado com o fenótipo favorável terá sua frequência aumentada na geração seguinte. Com o passar do tempo, o mecanismo de seleção natural resulta em adaptações que especializarão organismos em nichos ecológicos particulares e pode resultar na emergência de novas espécies. A seleção natural não distingue entre seleção ecológica e seleção sexual, na medida em que ela refere-se às características, por exemplo, destreza de movimento, nas quais ambas podem atuar simultaneamente. Se uma variação específica torna o descendente que a manifesta mais apto à sobrevivência e à reprodução bem sucedida, esse descendente e sua prole terão mais chances de sobreviver do que os descendentes sem essa variação.
A seleção natural tardia diminui a variabilidade genética, assim, quanto mais intensa a seleção natural sobre um determinado grupo de indivíduos menor será sua variabilidade, pois há a seleção dos genótipos. O processo atua em todas as populações, mesmo em ambientes regulares, eliminando os fenótipos desviantes. A heterogeneidade espacial e temporal concede diferentes impactos seletivos sobre o conjunto gênico da população, impedindo a eliminação de determinados genes que não seriam mantidos em um ambiente estável. Exemplo disso é o que acontece com o aperfeiçoamento na população humana de genes que normalmente seriam eliminados, como o gene que causa a anemia falciforme.
As características originais, bem como as variações que são inadequadas dentro do ponto de vista da adaptação, deverão desaparecer conforme os descendentes que as possuem sejam substituídos pelos parentes mais bem-sucedidos. Assim, certas caraterísticas são preservadas devido à vantagem seletiva que conferem a seus portadores, permitindo que um indivíduo deixe mais descendentes do que os indivíduos sem essas características. Eventualmente, através de várias interações desses processos, os organismos podem acabar desenvolvendo características adaptativas mais e mais complexas.
A seleção natural pode forçar algumas populações mudarem suas características – a evoluir. As atividades antrópicas também alteram as condições ambientais e há impactos na sobrevivência e reprodução dos indivíduos. Um exemplo conhecido é o das mariposas Biston betularia. Por volta do ano de 1850, durante a Revolução Industrial na Inglaterra, essas mariposas, sendo anteriormente as brancas com manchas negras predominantes da região, passaram a ter a forma negra dominante, por conta da poluição do ambiente (melanismo industrial). Logo, ambientes afetados por diferentes graus de poluição, influenciaram na evolução do melanismo da mariposa, e modificaram também as características físicas de outras espécies.

## Princípios gerais

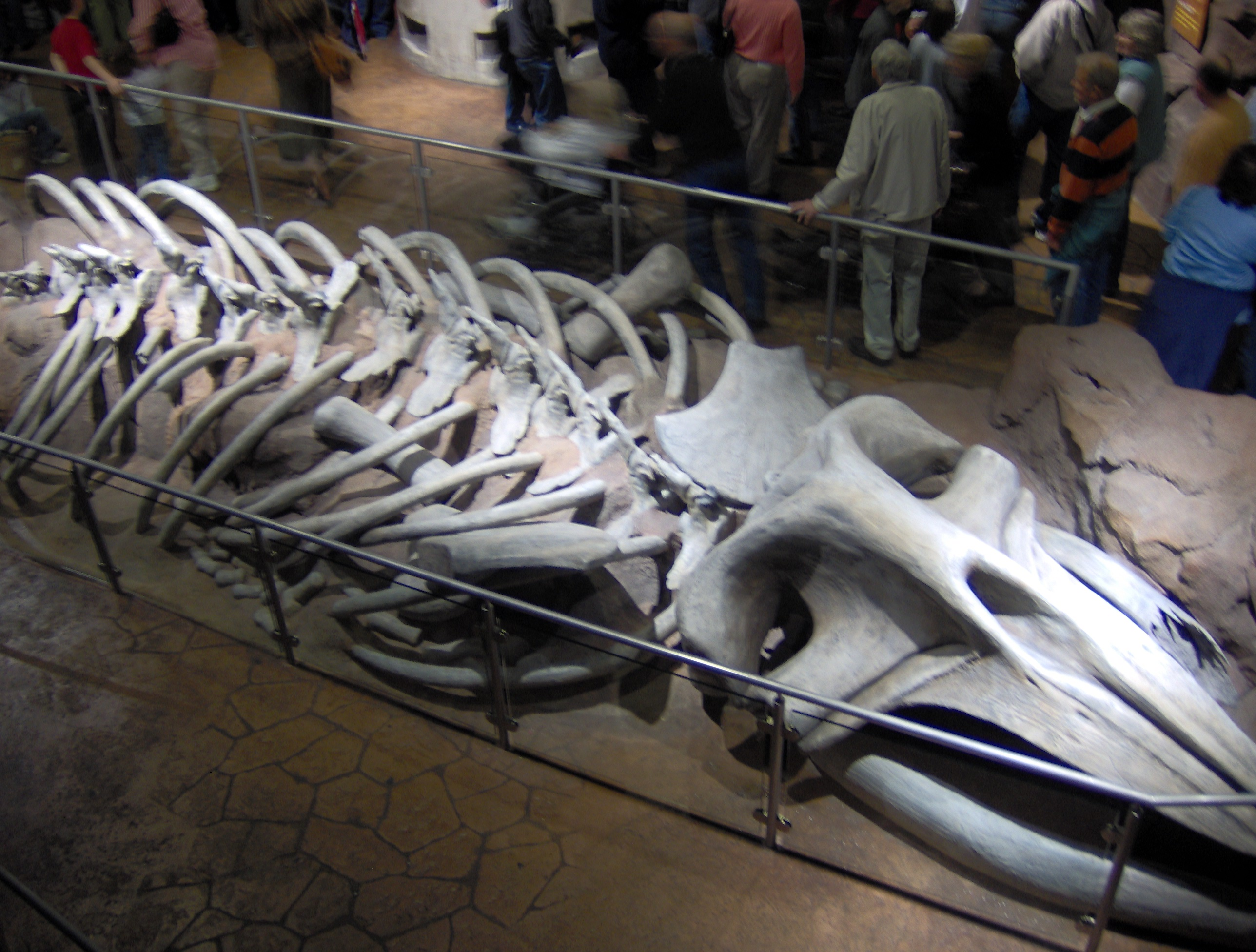
Apesar do avanços da pesquisa ainda existem muitas espécies desconhecidas.

A seleção natural age sobre o fenótipo. O fenótipo é determinado por um trecho genômico do indivíduo, conhecido como genótipo, e também pelo ambiente em que o organismo vive, e as interações entre os genes e o ambiente.
Frequentemente, a seleção natural age em características específicas de um indivíduo e os termos fenótipo e genótipo são algumas vezes usados especificamente para indicar essas características específicas.
A maioria das características são influenciadas pelas interações de muitos genes, mas algumas características são governadas por um único gene nos moldes das Leis de Mendel. Variações que ocorram em um de muitos genes que contribuem para uma característica podem ter somente pequenos efeitos no fenótipo, produzindo um continuum de valores fenotípicos possíveis; o estudo desses padrões de hereditariedade tão complexos é chamado de genética quantitativa.
Quando organismos diferentes em uma população possuem genes diferentes para a mesma característica, essas variações genéticas são denominadas de alelos. 
Quando todos os organismos em uma população compartilham o mesmo alelo para uma característica particular, e esse estado apresente-se estável ao longo do tempo, se diz que os alelos se fixaram naquela população. É essa variação genética que destaca características fenotípicas; um exemplo comum é a de que certas combinações de genes para cor dos olhos em humanos correspondem a genótipos que originam o fenótipo dos olhos azuis.

## Nomenclatura e uso
O termo "seleção natural" apresenta pequenas diferenças de definição em contextos diferentes. Em termos simples, a seleção natural é mais frequentemente definida como operando em características hereditárias, mas pode algumas vezes referir-se a diferenciais no sucesso reprodutivo de fenótipos independente se esses fenótipos são hereditários.
A seleção natural é "cega" no sentido de que o nível de sucesso reprodutivo é uma função do fenótipo e não se sabe até que âmbito aquele fenótipo é hereditário; seguindo o uso inicial feito por Darwin O termo é frequentemente usado para se referir tanto às consequências da seleção cega quanto aos seus mecanismos. É algumas vezes útil explicitar as diferenças entre mecanismos da seleção e seus efeitos; quando essa distinção é importante, cientistas definem a seleção natural especificamente como "aqueles mecanismos que contribuem para a seleção de indivíduos que se reproduzem," sem se importar se a base da seleção é hereditária. Isso é algumas vezes referido como "seleção natural fenotípica".
Características que causam um maior sucesso reprodutivo de um organismo são consideradas como "selecionadas a favor" enquanto aquelas que reduzem o sucesso são "selecionadas contra". "Selecionar a favor" uma característica pode resultar na "seleção contra" de outras características correlacionadas que não influenciam diretamente a aptidão do organismo.
Isso também pode ocorrer como um resultado de pleiotropia ou ligação genética.

## Mecanismos da seleção natural
O que faz com que uma característica tenha mais probabilidade de permitir a sobrevivência de seu portador depende muito de fatores ambientais, incluindo predadores da espécie, fontes de alimentos, estresse abiótico, ambiente físico e assim por diante.
Quando os membros de uma espécie se tornam geograficamente separados, enfrentando diferentes ambientes, adaptam-se fazendo com que tais indivíduos, separados, venham a desenvolver fenótipos diferenciados.
Após um longo tempo, essas características poderão ter se desenvolvido em diferentes vias de tal modo que eles não poderão mais se intercruzar, em um ponto que serão considerados como de espécies distintas. Essa é a razão de uma espécie, por vezes, separar-se em múltiplas espécies, em vez de simplesmente ser substituída por uma nova (a partir disso Darwin sugeriu que todas as espécies atuais evoluíram de um ancestral em comum).
Além disso, alguns cientistas especulam que uma adaptação que pode permitir ao organismo ser mais adaptável no futuro tende a se espalhar mesmo que não proporcione nenhuma vantagem específica a curto prazo.
Descendentes desses organismos serão mais variados e assim mais resistentes à extinção por catástrofes ambientais e eventos de extinção.
Isso foi proposto como um dos motivos para o surgimento dos mamíferos.
Embora essa forma de seleção seja possível, ela deve desempenhar um papel mais importante nos casos em que a seleção por adaptação é contínua. Por exemplo, na hipótese da Rainha de Copas, sugere-se que o sexo deve ter evoluído de modo a auxiliar os organismos a se adaptarem contra parasitas.
A seleção natural pode ser expressa como a seguinte lei geral (tirada da conclusão de A Origem das Espécies):
1. SE há organismos que se reproduzem e...
2. SE os descendentes herdam as características de seus progenitores e...
3. SE há variação nas características e...
4. SE o ambiente não suporta todos os membros de uma população em crescimento,
5. ENTÃO aqueles membros da população com características menos adaptadas (de acordo com o ambiente) morrerão e...
6. ENTÃO aqueles membros com características mais adaptadas (de acordo com o ambiente) prosperarão.

O resultado é a evolução das espécies.
Deve ser observado que isso é um processo contínuo — ela explica como as espécies mudam e pode explicar tanto a extinção quanto o surgimento de novas espécies.

## Um exemplo: resistência a antibióticos

Representação esquemática de como a resistência antibiótica é aumentada pela seleção natural. A seção superior representa uma população de bactérias antes de serem expostas a antibióticos. A seção do meio mostra a população diretamente exposta que sobreviveu, a fase em que a seleção ocorre. A última seção mostra a distribuição da resistência em uma nova geração de bactérias. A legenda indica os níveis de resistência dos indivíduos.

Um exemplo bem conhecido da seleção natural em ação é o desenvolvimento de resistência a antibióticos em microorganismos. Os antibióticos vêm sendo usados para lutar contra doenças provocadas por bactérias desde a descoberta da penicilina por Alexander Fleming em 1928.
Populações naturais de bactérias contêm, entre seus vastos números de membros individuais, considerável variação em seu material genético, primeiramente um resultado de mutações. Quando expostas a antibióticos, um espectro das bactérias morrem rapidamente, mas algumas não são afetadas por aqueles antibióticos e são por assim dizer, selecionadas e aumentarem suas populações exageradamente destruindo o principio de "Quorum sensing" onde as próprias bactérias controlam suas populações; gerando desequilíbrios metabólicos e infecções sobretudo a partir do microbioma do intestino,  e outras bactérias  simplificadas ou defeituosas podem possuir ou desenvolver mutações que as fazem ser um pouco menos suscetíveis aos efeitos dos antibióticos, podendo estas sobreviver e deixar muitos descendentes tão defeituosos como elas.
Se a exposição aos antibióticos for curta, esses indivíduos irão sobreviver ao tratamento. Essa eliminação seletiva de indivíduos mal adaptados de uma população é seleção natural.
Essas bactérias sobreviventes irão se reproduzir novamente, produzindo a próxima geração. Devido à eliminação dos indivíduos mal-adaptados na geração anterior, essa população conterá mais bactérias que apresentam algum tipo de resistência contra os antibióticos. Ao mesmo tempo, novas mutações ocorrem, contribuindo com novas variações genéticas às já existentes variações genéticas.
Mutações espontâneas são raras, e mutações vantajosas são ainda mais raras.
Entretanto, populações de bactéria são grandes o suficiente para que alguns indivíduos apresentem mutações benéficas. Se uma nova mutação reduz a suscetibilidade a um antibiótico, esses indivíduos têm mais chance de sobreviver quando novamente confrontados com antibióticos.
Dado tempo suficiente, e repetidas exposições ao antibiótico, uma população de bactérias resistentes a antibióticos terá emergido.
O uso (e mau uso) indiscriminado de antibióticos tem resultado em um aumento na resistência microbial a antibióticos no uso clínico, ao ponto de que a Staphylococcus aureus resistente à meticilina (SARM) tem sido descrita como multirresistente devido à ameaça que ele apresenta para a saúde e sua relativa invulnerabilidade às drogas existentes. Respostas estratégicas tipicamente incluem o uso de antibióticos diferentes, e mais resistentes; entretanto, novas variantes da SARM recentemente emergiram e são resistentes até a essas drogas. Isso é um exemplo do que veio a ser conhecido como corrida armamentista evolucionária, na qual uma bactéria continua desenvolvendo variantes que são menos suscetíveis a antibióticos, enquanto pesquisadores médicos continuam desenvolvendo novos antibióticos que podem matá-las. Uma situação similar ocorre com a resistência a pesticidas em plantas e insetos.
Corridas armamentistas não são necessariamente induzidas pelo homem; um exemplo bem documentado envolve a elaboração dos caminhos para o RNA de interferência em plantas como um meio de imunidade inata contra vírus.

## Tipos de seleção
A seleção pode ser dividida de várias maneiras, por seu efeito sobre os traços genéticos, diversidade genética, ciclo de vida que atua, unidade de seleção ou pelo recurso de disputa. A seleção tem inúmeros efeitos sobre os traços, sendo dividida em seleção estabilizadora, seleção direcional, e a seleção separativa. A seleção estabilizadora atua para manter características aprazíveis estáveis e, no caso mais simples, todos desse plano são seletivamente desvantajosos. A seleção direcional propicia valores extremos de um traço. Já a seleção separativa age alterando o traço em mais de uma direção. Em síntese, se as propriedades são quantitativas e univariadas, tanto os níveis de traços mais altos como os mais baixos são favorecidos Em sucessão, a seleção pode ser dividida de acordo com o seu efeito na diversidade genética. A seleção purificadora é oposta a mutação do novo, que introduz nova variação. Em contraponto, a seleção de equilíbrio atua para manter a variação genética em uma população. A seleção também pode ser classificada pela unidade de seleção. A seleção individual age sobre o indivíduo, no sentido de que as adaptações são para a melhora do indivíduo, e resultam da seleção entre os próprios indivíduos. A seleção de genes atua diretamente no nível do gene. A seleção de grupos, se ocorrer, age em grupos de organismos, partindo da presunção de que os grupos se multiplicam de maneira análoga aos genes e indivíduos. Há um debate em curso sobre o grau em que a seleção de grupos ocorre na natureza. Finalmente, a seleção pode ser classificada de acordo com o recurso em disputa. A seleção sexual resulta da competição por companheiros. A seleção sexual procede da fecundidade, por vezes, por meio da viabilidade. A seleção ecológica é a seleção natural por qualquer outro meio que não seja seleção sexual, como seleção de parentesco, e competição. Parafraseando Darwin, a seleção natural às vezes é definida como seleção ecológica, caso em que a seleção sexual é considerada um mecanismo separado.

## Alcance da seleção natural
Darwin esboçou sua teoria primeiramente em dois manuscritos não publicados escritos em 1842 e 1844, sendo mais completamente desenvolvido em A Origem das Espécies, em especial, Capítulo 4, ou seja, A seleção natural ou a perseverança do mais capaz. Nesse capítulo ele escreveu:
Pode-se dizer que a seleção natural realiza seu escrutínio dia a dia, hora a hora, pelo mundo, de qualquer variação, mesmo as mais sutis; rejeitando aquelas que são ruins e preservando e fazendo prosperar todas as que são boas; trabalhando silenciosa e imperceptivelmente, onde e quando surgir a oportunidade na melhora de cada ser orgânico em relação a suas condições orgânicas e inorgânicas de vida. Não vemos nada desse lento progresso, até que os ponteiros do relógio das eras tenham marcado um longo lapso de tempo e assim tão imperfeita é a nossa visão sobre o profundo passo das eras geológicas que tudo o que podemos ver é que as formas de vida são agora diferentes daquelas que existiam antes.
Darwin termina seu livro com uma passagem frequentemente citada: "Há grandiosidade nesse modo de ver a vida, com suas diversas forças, tendo surgido a partir de umas poucas formas de vida ou de uma única; e que, enquanto este planeta tem orbitado de acordo com as leis fixas da gravidade, de um início tão simples infinitas formas mais belas e maravilhosas evoluíram, e continuam a evoluir."

## Desenvolvimento histórico

### Teorias pré-darwinianas

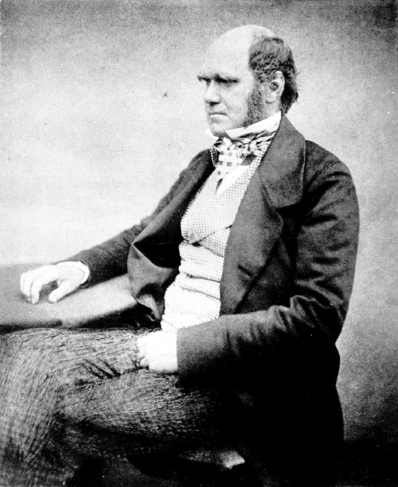
A teoria moderna da seleção natural deriva do trabalho de Charles Darwin, no século XIX.

Vários filósofos antigos expressaram a ideia de que a Natureza produzia uma grande variedade de criaturas, aparentemente de forma aleatória, e que somente as criaturas que conseguiam prover-se e reproduzir-se com sucesso sobreviveriam; exemplos bem conhecidos incluem Empédocles e seu sucessor intelectual Lucrécio, enquanto ideias relacionadas foram posteriormente refinadas por Aristóteles.
Outro componente importante da seleção natural, a luta pela sobrevivência, foi primeiramente descrita por al-Jahiz no século IX. Tal argumento clássico foi reintroduzido no século XVIII por Pierre Louis Maupertuis e outros, incluindo o avô de Charles Darwin, Erasmus Darwin. Entretanto, esses precursores tiveram pouca influência na trajetória do pensamento evolucionário depois de Charles Darwin.
James Hutton escreveu sobre o mecanismo de seleção natural  em 1794, William Wells em 1818,  Patrick Matthew em 1831 e Richard Owen. Alguns citam também William Paley em 1803. Darwin afirmava ter tomado conhecimento da contribuição desses autores somente após a publicação de A Origem das Espécies, em 1859.

Em 1835, Edward Blyth publicou um artigo no Magazine of Natural History e Darwin era um leitor do Magazine of Natural History:
“É uma lei geral da natureza para todas as criaturas a propagação de sua própria semelhança: e isso se estende às minúcias mais triviais, para as mais tênues peculiaridades individuais; e assim, entre nós mesmos, vemos a semelhança de uma família sendo transmitida de geração em geração. Quando dois animais acasalam, cada um possuindo uma certa característica em comum, não importando o quão trivial ela seja, existe também uma tendência decisiva na natureza para que aquela peculiaridade se intensifique; e se a prole desses animais for separada, e se somente aqueles nos quais a mesma peculiaridade é mais aparente forem selecionados para reprodução, a próxima geração irá possuí-la em um grau ainda mais notável; e assim por diante, até que a longo prazo a variedade que designei de raça seja formada, podendo ser muito diferente do tipo original”...“Em um grande rebanho de gado, o touro mais forte afasta de si os indivíduos mais novos e mais fracos de seu próprio sexo, e permanece como o único mestre do rebanho; de modo que todos os jovens que venham a ser produzidos tenham sua origem naquele indivíduo que possui máxima potência e força física; e que, consequentemente, na batalha pela existência, foi o mais capaz para manter seu território, e defender-se de cada inimigo. De maneira similar, entre os animais que procuram sua comida por meio de sua agilidade, força, ou delicadeza dos sentidos, aquele melhor organizado deve sempre obter a maior quantidade; e deve, portanto, tornar-se o mais forte fisicamente, e assim ser habilitado, pela derrota de seus oponentes, a transmitir suas qualidades superiores a um número maior de descendentes”.
Até o início do século XIX, a visão predominante nas sociedades ocidentais era de que as diferenças entre indivíduos de uma espécie eram um afastamento desinteressante do Ideal platônico (ou typos) de tipos criados. Entretanto, a teoria do uniformitarismo na geologia promovia a ideia de que forças simples e fracas poderiam atuar constantemente por longos períodos de tempo para produzir mudanças radicais na paisagem da Terra; o sucesso dessa teoria chamou a atenção à vasta escala de tempo geológico e tornou plausível a ideia de que pequenas, virtualmente imperceptíveis mudanças em sucessivas gerações poderiam produzir consequências na escala de diferenças entre as espécies. O evolucionista do início do século XIX, Jean-Baptiste Lamarck sugeriu a hereditariedade de caracteres adquiridos como um mecanismo para a mudança evolucionária; características adaptativas adquiridas por um organismo durante sua vida poderiam ser herdadas pela progênie do organismo, causando uma transmutação de espécies. Essa teoria veio a ser conhecida como Lamarckismo e foi uma influência nas ideias não genéticas do biólogo soviético stalinista Trofim Lysenko.

### Hipótese de Darwin
Entre 1832 e 1844, Charles Darwin esboçou sua teoria da evolução por meios de seleção natural como uma explicação para a adaptação e especiação. Ele definiu a seleção natural como um "princípio no qual cada pequena variação [ou característica], se benéfica, é preservada". O conceito era simples mas poderoso: indivíduos mais aptos ao ambiente têm mais chances de sobreviver e reproduzir-se. E enquanto existir algum tipo de variação entre eles, ocorrerá uma inevitável seleção de indivíduos com as variações mais vantajosas.
Se as variações são hereditárias, um diferencial no sucesso reprodutivo irá acarretar uma evolução progressiva de uma dada população particular de uma espécie, e populações que evoluem ficando suficientemente diferentes, podendo acabar se tornando espécies diferentes.
As ideias de Darwin foram inspiradas pelas observações que ele havia feito na Viagem do Beagle, tendo notado que a população (se não supervisionada) crescia exponencialmente enquanto que o suprimento de comida só crescia linearmente; logo limitações inevitáveis de recursos acarretariam implicações demográficas, levando a uma "luta pela sobrevivência", na qual somente o mais apto sobreviveria.
Uma vez que a teoria foi formulada, Darwin foi meticuloso em arregimentar e refinar evidências, compartilhando suas ideias somente com poucos amigos. Ele foi inspirado a publicar suas ideias depois que o jovem naturalista Alfred Russel Wallace concebeu independentemente o princípio da seleção natural e o descreveu em uma carta que enviou a Darwin. Os dois resolveram apresentar dois pequenos ensaios à Sociedade Linneana anunciando a codescoberta do princípio em 1858. Darwin publicou um relato mais detalhado de suas evidências e conclusões em seu livro A Origem das Espécies de 1859.
Na criação da teoria da seleção natural, Charles Darwin e Alfred Wallace foram influenciados pela obra de Malthus An Essay on the Principle of Population, publicada em 1798.
Na sexta edição da Origem das Espécies Darwin reconheceu que outros - notavelmente William Charles Wells em 1813, e Patrick Matthew em 1831 – que haviam desenvolvido teorias similares, mas não as haviam apresentado completamente em publicações científicas notáveis.
Darwin pensava na seleção natural por uma analogia com a maneira pela qual os fazendeiros selecionavam sua plantação ou seu gado para reprodução, o que ele chamava de seleção artificial; em seus primeiros manuscritos ele se referia a uma "Natureza" que iria fazer a seleção. Naquela época, outros mecanismos de evolução como evolução por deriva genética não haviam ainda sido explicitamente formulados, e Darwin percebeu que a seleção era somente uma parte da história: "Eu estou convencido que [isso] tem sido o principal, mas não o meio exclusivo das modificações". Para Darwin e seus contemporâneos, a seleção natural eram essencialmente sinônimo a evolução por seleção natural. Após a publicação da "A Origem das Espécies", pessoas instruídas geralmente aceitavam que a evolução havia ocorrido de alguma forma.
Entretanto, a seleção natural permaneceu um mecanismo controverso, parcialmente porque era visto como muito fraco para explicar todo o escopo das características observadas nos organismos vivos, e parcialmente porque até os que apoiavam a evolução frustravam-se com a sua natureza não guiada e não progressiva, uma resposta que tem sido caracterizada como o principal impedimento para a aceitação da ideia. Entretanto, alguns pensadores entusiasticamente abraçaram o Darwinismo; após ler Darwin, Herbert Spencer introduziu o termo sobrevivência dos mais aptos, que se tornou um resumo popular da teoria. Embora a frase ainda seja usada por não biólogos, biólogos modernos evitam-na devido a sua tautologia, se aptos for interpretado como algum tipo de funcionalidade superior e também porque é aplicada a indivíduos ao invés de ser considerada como uma quantidade média sobre as populações. Em uma carta a Charles Lyell em setembro de 1860, Darwin arrepende-se de usar o termo "seleção natural", preferindo o termo "preservação natural".

### Síntese evolutiva moderna
Somente após a integração de uma teoria da evolução com uma complexa apreciação estatística das leis (redescobertas) de hereditariedade de Mendel foi que a seleção natural se tornou geralmente aceita por cientistas. Os trabalhos de Ronald Fisher (que desenvolveu a linguagem matemática e a seleção natural nos termos essenciais dos processos genéticos), J. B. S. Haldane (que introduziu o conceito de 'custo' da seleção natural), Sewall Wright (que elucidou a natureza da seleção e da adaptação), Theodosius Dobzhansky (que estabeleceu a ideia de que mutações, ao criarem diversidade genética, supriam o material bruto para a seleção natural), William Hamilton (que concebeu a seleção parentada), Ernst Mayr (que reconheceu a importância chave do isolamento reprodutivo para a especiação) e de muitos outros formou a síntese evolucionária moderna, cimentando a seleção natural como a fundação da teoria evolucionária, o que permanece até hoje.
Darwin observou vários fatos, na viagem que fez em 1835, para o arquipélago de Galápagos. Ficou impressionado com a variedades de seres vivos e observou que a vida estava sempre evoluindo, e mudando, originando essa grande variedade. Depois de 20 anos estudando sua anotações e amostras, observou que havia variações entre as populações de uma mesma espécie, nas diferentes ilhas, e que as condições do ambiente de cada ilha também variavam. Alguns exemplos são as tartarugas das Ilhas Espanhola, Pinta e ilhas mais áridas, que para se alimentarem de diferentes tipos de plantas, de suas respectivas ilhas têm um diferente formato da carapaça. As tartarugas habitantes das ilhas Espanhola e Pinta apresentam, logo acima do pescoço, projeções mais elevadas em suas carapaças (com formato de sela). Nas ilhas mais áridas, as tartarugas não apresentam essa projeções, alimentando-se de plantas mais baixas.

### Conversão gênica enviesada
Recentemente, pesquisas conduzidas por um grupo de cientistas na Universidade de Uppsala, comparando o genoma humano com os de outros primatas, sugerem a existência de um processo que, ao contrário da seleção natural, não privilegiaria as mutações genéticas por seu benefício adaptativo.
Este processo, denominado BCG (do inglês Biased genic conversion), em português chamado de conversão gênica enviesada, seria o responsável pela aceleração na evolução de determinados genes em detrimento de outros, independentemente de serem benéficos ou não, contrariando a visão darwinista tradicional.

## Impacto da teoria de Darwin
Talvez a proposta mais radical da teoria de Darwin da evolução por seleção natural seja que "formas elaboradamente construídas, tão diferentes umas das outras, e interdependentes de uma forma tão complexa" evoluíram a partir das formas mais simples de vida por uns poucos princípios simples. Essa proposta fundamental inspirou alguns dos mais ardorosos defensores — e provocou a mais profunda oposição.
Em seu modelo explicativo, a seleção natural não precisa de uma intervenção divina como variável independente, o que provoca reação de diversos grupos religiosos.
Além disso, muitas teorias de seleção artificial foram propostas sugerindo que os fatores de aptidão econômica e social atribuídos por outros seres humanos ou por seu ambiente construído são de certa forma biológicos ou inevitáveis (Darwinismo social).
Outros sustentam que houve uma evolução de sociedades análoga àquela das espécies. As ideias de Darwin, juntamente com as de Freud, Adam Smith e Marx, são consideradas por muitos historiadores como tendo uma profunda influência no pensamento do século XIX e desafiado as escolas de pensamento racionalista e o fundamentalismo religioso que prevaleciam na Europa. No século XXI, países como Turquia restringem o aprendizado da teoria da evolução e da seleção natural por consequência a carreira universitária. O ser humano continua sendo influenciado pela evolução. Mesmo em uma sociedade monógama, os humanos estão sujeitos à seleção sexual, um aspecto essencial na teoria da evolução de Charles Darwin. Por esse conceito, o sucesso de um indivíduo é medido pela quantidade de descendentes que ele deixa. Assim, suas características genéticas são deixadas para as gerações seguintes e tendem a se perpetuar na espécie.